# Vivienne Osborne
Vivienne Osborne (ur. 10 grudnia 1896  zm. 10 czerwca 1961) – amerykańska aktorka.
Osborne urodziła się 10 grudnia 1896 roku w Des Moines jako Vera Vivienne Spragg. Grała w filmach niemych i dźwiękowych oraz występowała w teatrze na Broadwayu.
Pierwszy raz jako aktorka filmowa pojawiła się w 1919 roku w niemym obrazie Szary Brat (The Grey Brother), lecz ten film nigdy nie wszedł na ekrany. W 1929 roku zaczęła grać w filmach dźwiękowych.
Zmarła w 1961 roku w Malibu, w wieku 64 lat.

## Filmografia
- 1920: The Restless Sex, jako Marie Cliff
- 1920: Over the Hill to the Poorhouse, jako Isabella Strong
- 1931: Beloved Bachelor, jako Elinor Hunter
- 1931: Husband's Holiday, jako Mary Boyd
- 1932: Czarny rumak (The Dark Horse), jako Maybelle Blake
- 1932: Men Are Such Fools, jako Lilli Arno
- 1932: Two Kinds of Women, jako Helen
- 1932: Two Seconds, jako Shirley Day
- 1932: The Famous Ferguson Case, jako Marcia Ferguson
- 1932: Life Begins, jako pani McGilvary
- 1933: Luxury Liner, jako Sybil Brenhard
- 1933: Supernatural, jako Ruth Rogen
- 1933: The Devil's in Love, jako Rena Corday
- 1933: Tomorrow at Seven, jako Martha Winters
- 1935: No More Ladies, jako Lady Diana Knowleton
- 1937: The Crime Nobody Saw, jako Suzanne Duval
- 1937: Szampański walc (Champagne Waltz), jako hrabina Mariska
- 1940: Wzgórza Primrose (Primrose Path), jako Path Thelma
- 1940: Captain Caution, jako Victorine Argandeau
- 1944: I Accuse My Parents, jako pani Wilson
- 1946: Dragonwyck, jako Johanna Van Ryn